# بئر العطشانة (الرقة)
بئر العطشانة قرية سورية تتبع ناحية الجرنية في منطقة الثورة في محافظة الرقة. بلغ عدد سكانها 18 نسمة في عام 2004 حسب إحصاء المكتب المركزي للإحصاء.